# Пиранья (фильм, 1995)
«Пиранья» (англ. Piranha) — американский телевизионный фильм ужасов, созданный в 1995 году режиссером Скоттом П. Леви, в котором рассказывается о стае пираний-убийц, которые вновь начинают сеять ужас на оживленном курорте Лост-Ривер-Лейк. Фильм является ремейком одноимённого фильма 1978 года, третьим фильмом по счёту во всей франшизе. Сценарий к фильму написал Алекс Саймон по оригинальному сценарию Джона Сэйлза. Фильм стал дебютом для актрисы Милы Кунис.
Большинство сцен были сняты в тех же местах съемок оригинала. Исполнительный продюсер Роджер Корман решил сэкономить на спецэффектах, поэтому большинство кадров с пираньями были взяты из фильма 1978 года.
Джо Данте, режиссёр оригинала, в DVD-комментариях отозвался о данном фильме крайне негативно. В целом, фильм получил низкие оценки от критиков и зрителей, но большая часть из них была лучше, чем у предшественника, Пираньи 2: Нерест.

## Сюжет
Ночью Барбара (Лорисса МакКомас) и ее парень Дэвид (Ричард Исраэль) пробираются на закрытый испытательный полигон армии США и обнаруживают бассейн. Они идут плавать, но на них нападает и убивает невидимая сила в бассейне. На следующий день Дж. Р. Рэндольф (Монте Маркхэм), дядя Барбары, нанимает частного сыщика Мэгги Макнамара (Александра Пол) для расследования инцидента, полагая, что она сбежала.
Мэгги обыскивает окрестности в поисках возможных свидетелей, в конце концов останавливаясь у местного домовладельца Пола Грогана (Уильям Кэтт) и спрашивая что-либо об исчезновении девушки. Он утверждает, что не видел ее, но ведет ее на армейский полигон, где они обнаруживают бассейн. Они входят, чтобы найти любые улики, пока Мэгги не думает, что они должны осушить бассейн. Когда она начинает слив, ученый по имени доктор Летисия Бейнс (Дарлин Карр) встречает их и нападает на Мэгги и Пола, чтобы остановить слив, но уже слишком поздно. Они исследуют дно бассейна и обнаруживают скелет, который, по их мнению, принадлежит собаке. Бейнс угоняет джип, но, потеряв сознание, разбивается. Позже той ночью она просыпается и сообщает им, что стая пираний жила в бассейне, который они осушили, и, как предполагается, направляется к реке.
Пол, зная, что его дочь Сьюзи (Мила Кунис) находится в лагере скаутов ниже по течению реки, присоединяется к Мэгги и Полу, чтобы навестить Рэндольфа и попытаться убедить его закрыть торжественное открытие курорта ниже по течению. Они терпят неудачу, и им приходится делать много поворотов, чтобы попытаться спасти людей вниз по течению. По пути, чтобы предупредить людей о пираньях, Мэгги и Пол арестованы после того, как Рэндольф заявил, что они солгали о пираньях, назвав это «чепухой». В конце концов они сбегают из-под стражи, чтобы предупредить жителей Лост-Ривер.
Пираньи первыми пробираются в лагерь, нападая на детей. Сьюзи берёт плот и спасает свою подругу Дарлин. Дарлин пытается спасти Лору (Солейл Мун Фрай), но она падает, и пиранья убивает ее. Мэгги и Пол добираются до лагеря. Пол хватает каноэ и спасает свою дочь и детей. Мэгги звонит на курорт, чтобы предупредить их об опасности, но ее игнорируют. Она и Пол сами едут на курорт, но прибывают слишком поздно; стая пираний убила большинство пловцов. Рэндольф теперь видит и осознает свою ошибку.
Мэгги и Пол садятся на катер к старому рабочему месту последнего, чтобы открыть клапан, содержащий токсины, и распространить их в озеро, пытаясь убить пираний. По прибытии диспетчерская затоплена, и Пол должен подплыть к ней и открыть клапан, пока Мэгги остается в лодке, считая до 200, прежде чем вытащить его. Пираньи нападают на Пола, но он успешно открывает клапан, распространяя токсины. Мэгги запускает двигатели лодки, утаскивая Пола от стаи пираний. Когда Мэгги вытаскивает веревку, она обнаруживает, что она была разорвана, что заставляет ее думать, что Пол не сделал этого. Тяжело раненый, но живой Пол всплывает из воды. Затем Дж. Р. Рэндольф совершает самоубийство после того, как обнаруживает, что ему грозит судебный иск.
После ужасного инцидента мэр Лост-Ривер объявляет, что пираньи каким-то образом все мертвы, но затем в океане раздаются трели пираний, и оказывается, что половина пираний выжила и пробилась в океан.

## В ролях
| Актёр            | Роль                 |
| ---------------- | -------------------- |
| Уильям Кэтт      | Пол                  |
| Александра Пол   | детектив             |
| Монте Маркем     | Рендельф             |
| Дарлин Карр      | доктор Летисия Бейнц |
| Мила Кунис       | дочь Пола            |
| Келли О'Бирн     | Джина                |
| Лиленд Орсен     | жених Барбары        |
| Лорисса Маккомас | Барбара              |

## Производство
Вместо того, чтобы снимать новые спецэффекты для фильма, исполнительный продюсер Роджер Корман переработал спецэффекты из оригинала. Сценарий почти идентичен оригиналу, но лишен всего юмора и комедии. Режиссер оригинального фильма Джо Данте и продюсер Джон Дэвидсон выразили неприязнь к фильму в аудиокомментарии к DVD к оригиналу.

## Критика
Фильм-ремейк получил в основном негативный приём, но который был лучше, чем у предыдущего фильма. Больше всего фильм критиковали за  спецэффекты, неоригинальность, режиссуру и актерскую игру. На Rotten Tomatoes фильм 1995 года получил 4 отзыва от критика, три из которых отрицательные. На iMDb картина получила 4/10.